# ABRATA
ABRATA (Associação Brasileira de Familiares, Amigos e Portadores de Transtornos Afetivos) é uma Organização sem fins lucrativos brasileira fundada em 1999 em São Paulo, desdobramento de iniciativa do Hospital das Clínicas da Faculdade de Medicina da Universidade de São Paulo. Sua sede é na cidade de São Paulo.
A ABRATA oferece grupos de ajuda on-line para pessoas portadoras de transtornos afetivos, especialmente Transtorno depressivo maior e Transtorno bipolar.
A ABRATA é comumente citada em artigos de empresas de comunicação brasileiras, como a Folha de S.Paulo e o Estado de Minas.